# كيم كيركباتريك
كيم كيركباتريك (بالإنجليزية: Kim Kirkpatrick)‏ هو مصور أمريكي، ولد في 1952.